# Grimpa-soques de Brígida
Hylexetastes brigidai és una espècie d'ocell de la família dels furnàrids (Furnariidae) que habita la selva humida de l'est de Pará i nord-est de Mato Grosso, al Brasil.
De vegades considerada una subespècie de Hylexetastes perrotii.